# Reichenbachia nevadensis
Reichenbachia nevadensis är en skalbaggsart som beskrevs av Thomas Casey 1886. Reichenbachia nevadensis ingår i släktet Reichenbachia och familjen kortvingar. Inga underarter finns listade i Catalogue of Life.